# Alfred Moitroux
Alfred Moitroux, né à Binche le 27 mars 1886 et mort à Etterbeek (Bruxelles) le 17 octobre 1938, est un peintre, aquarelliste, graveur, aquafortiste et lithographe belge portraitiste, paysagiste, de natures mortes et de scènes de genre. Il est l'une des figures notables de l'école de Mons.

## Biographie
Alfred Eugène Moitroux, né à Binche le 27 mars 1886, est le fils d'Eugène Moitroux, employé au chemin de fer, et de Victoire Hecq. Il se marie avec Victorine Hecq, qui lui donne trois enfants. 
Il fait ses études artistiques à l’Académie royale des Beaux-Arts de Mons de 1902 à 1908, où il subit l’influence d’Émile Motte.  Il reçoit le premier prix d'excellence de l'académie en 1907. Il poursuit ses études artistiques à l’Académie des Beaux-Arts de Bruxelles de 1910 à 1911 dans l’atelier de Jean Delville.
Il est devenu Louviérois d'adoption, ville à laquelle il a légué nombre de ses peintures. Il a exposé ses œuvres à La Louvière, Bruxelles, Anvers et Gand principalement dans la période de l'entre-deux-guerres. À l'occasion, il réalisait des dessins illustrant des affiches lors d'expositions d'art en Belgique et à l'étranger. Il était membre du groupe montois « L'Essaim ». Il a formé Fernand Liénaux, artiste louviérois.
Lors de la Seconde Guerre mondiale, une grande partie de son œuvre qui se trouvait dans la maison de sa mère et de sa sœur a été détruite lors du bombardement de Mons le 18 avril 1944.
On trouve ses œuvres au Musée de l’art wallon à Liège ainsi qu’au Musée des Beaux-Arts de Mons. On trouve ses œuvres dans l’hôtel de ville de Binche et celui de Schaerbeek.

## Style artistique
Il adopte un style imprégné de symbolisme raffiné et mélancolique influencé par les préraphaélites et par Gustave Moreau. Il est toujours resté attaché à une conception idéaliste et spiritualiste de l'Art. Dans sa palette de couleur, il a tendu vers le luminisme et les coloris bigarrés.  

## Sélection d'œuvres
- Eros, huile sur toile, 1921.
- Nu, huile sur toile, 1921.
- Portrait du ténor Legrand, huile sur toile, 1922.

## Hommages et distinctions
En 1922, il obtient le prix du Hainaut récompensant des artistes de la province ayant produit dans tous les domaines de l’art « une œuvre digne d’intérêt ». 
Une rétrospective de ses œuvres a eu lieu à La Louvière en 1939. Une monographie illustrée de l'écrivain Victor Lecroyère lui est également consacrée en 1939. 
La « Rue Alfred Moitroux » perpétue sa mémoire à La Louvière. 
La distinction belge suivante lui a été décernée par le roi Léopold III en 1930 : 
- Chevalier de l'ordre de la Couronne.

## Sélection d'œuvres
- Romanichelles, exposition d'Art wallon, La Louvière, 1925.
- Femme pensive au long châle, salon triennal de Gand, 1925.
- La Nostalgie, exposition d'Art wallon, La Louvière, 1926.
- Méditation, exposition du Cercle artistique de Bruxelles, 1928.
- La Dame aux Camélias, musée Ianchelevici de La Louvière.
- La Danseuse, musée des beaux-arts de Mons.
- Danseuse au repos, exposition de l'école de Mons 1820-2020, Mons, 2020.